# Torta de la barda
La torta de la barda es un platillo típico de la zona sur del estado de Tamaulipas, México, principalmente en los municipios de Ciudad Madero, Tampico y Altamira.

## Historia
Surgió hacia 1928 en Tampico. Fue llamada así debido a que el lugar donde se empezaron a vender se ubicaba junto a la barda limítrofe que separaba al ferrocarril, muelles y aduanas de la ciudad. En un principio eran tortas de sardina con frijoles, y sus clientes eran los trabajadores del ferrocarril y personal de los muelles (alijadores). Al no ser las sardinas del gusto de todos, se hicieron de jamón con frijoles, y posteriormente se fueron agregando más ingredientes hasta llegar a la receta actual. Con el pasar del tiempo se han establecido muchos puestos que venden estas tortas a lo largo de Tampico y Ciudad Madero.

## Receta
- Bolillo
- Frijoles negros refritos
- Jamón en rebanadas
- Queso de puerco en rebanadas
- Chicharrón de puerco en salsa verde
- Queso amarillo en rebanadas delgadas
- Queso blanco molido de vaca
- Chorizo frito
- Carne de res deshebrada
- Tomate, cebolla y aguacate[2]

### Preparación
- Primero se abre el pan por la mitad sin separarlo. Para evitar que los ingredientes se desborden se retira el migajón al gusto.
- Se untan los frijoles sobre las paredes del pan.
- Se agrega un poco de chorizo, de 2 a 4 rebanadas de jamón y 2 de queso de puerco cubriendo el pan, y 2 rebanadas de queso amarillo.
- Después se añaden el tomate y la cebolla picada, la salsa de chicharrón, el aguacate, el queso fresco desmoronado, unas hebras de carne de res y, al final, 2 rebanadas de jamón para cubrir los demás ingredientes.[1]

## Controversia
En algunos lugares han introducido la lechuga como ingrediente a la torta de la barda, pero muchas personas niegan que la lechuga pertenezca a la receta original. Esta adaptación de la torta se ha dado en algunos lugares de San Luis Potosí y del norte de Veracruz